# Kamienica Maurycego Spokornego w Warszawie
Kamienica Maurycego Spokornego – kamienica, która znajdowała się w Warszawie, na rogu Alej Ujazdowskich i ul. Fryderyka Chopina. Była jednym z najpiękniejszych przykładów secesji w Warszawie. 
Zniszczona podczas II wojny światowej, jej ruiny rozebrano ok. 1947 roku.

## Historia i architektura
Fundatorem narożnej kamienicy wzniesionej według projektu Dawida Lande był Maurycy Spokorny, dyrektor i akcjonariusz przedsiębiorstwa eksploatującego tramwaje warszawskie. Kamienica ta jako jedna z pierwszych w Warszawie została wyposażona w oświetlenie elektryczne, windy i ciepłą wodę bieżącą. Na dachu miała ogród. Otrzymała secesyjno-modernistyczny wystrój z narożnikiem zwieńczonym wieżyczką (usuniętą w latach 20. XX w.). Jej elewację udekorowano wykuszami, balkonami, loggiai i secesyjnym detalem. Ostatnie piętra wykończono łukami. Elewację od strony Al. Ujazdowskich ozdobiły alegoryczne rzeźby „Sławy” i „Wiedzy” dłuta Stanisława Romana Lewandowskiego.
Od 1910 w kamienicy mieszkał architekt Czesław Przybylski, mający tu swoją pracownię. W czasie II wojny światowej kamienica została wypalona, ale jej mury pozostały prawie nie naruszone. Ruiny rozebrano ok. 1947 roku. W jej miejscu wzniesiono budynek biurowy mieszczący Komitet Warszawski PZPR (tzw. mały Dom Partii).